# Systolederus affinis
Systolederus affinis är en insektsart som beskrevs av Günther, K. 1936. Systolederus affinis ingår i släktet Systolederus och familjen torngräshoppor. Inga underarter finns listade i Catalogue of Life.